# St Serf’s Church (Dunning)

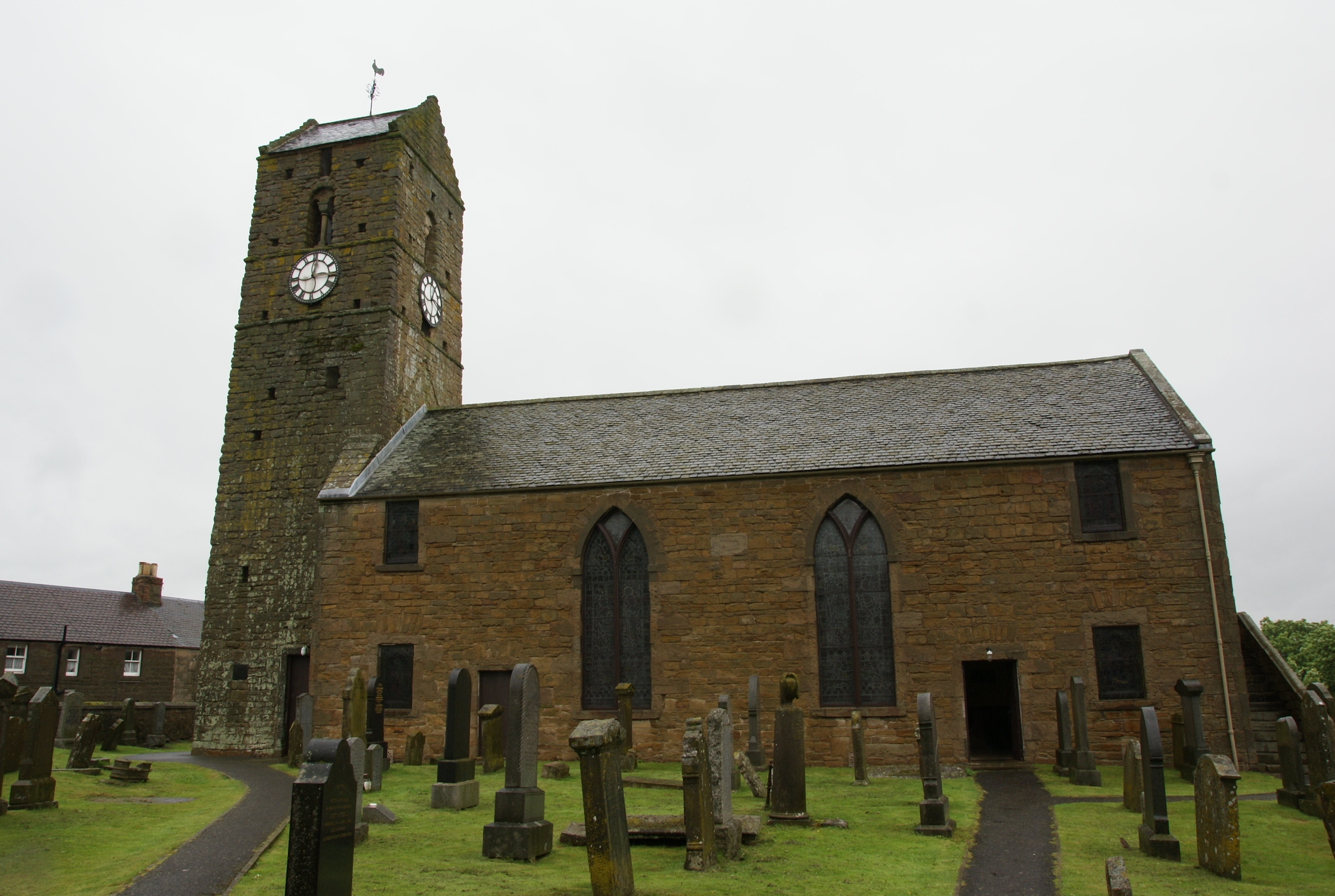
St Serf’s Church

Die St Serf’s Church ist ein Kirchengebäude im Zentrum der schottischen Ortschaft Dunning in der Council Area Perth and Kinross. 2017 wurde das Bauwerk in die schottischen Denkmallisten in der höchsten Denkmalkategorie A aufgenommen.

## Geschichte
Möglicherweise handelt es sich um einen frühchristlichen Standort in Schottland. Im Rahmen einer archäologischen Untersuchung wurden Hinweise auf die Existenz einer Klosteranlage aus dem 8. oder 9. Jahrhundert gefunden. Des Weiteren wurde eine Kreuzplatte zu Tage gefördert, die auf das 10. Jahrhundert datiert wird.
Der normannische Glockenturm der St Serf’s Church stammt aus der Bauzeit der Kirche im späten 12. Jahrhundert. Sein Mauerwerk besteht, wie zu dieser Zeit üblich, aus grob behauenem Bruchstein. Im Jahre 1687 wurde der längliche Kirchenbau erweitert. Mit Ausnahme des Glockenturms handelt es sich bei der heutigen St Serf’s Church jedoch um einen Neubau, der zwischen 1808 und 1810 nach einem Entwurf von Alexander Bowie ausgeführt wurde. Da die Ortschaft Dunning während der Jakobitenaufstände 1716 weitgehend zerstört wurde, handelt es sich bei dem Glockenturm um eines der wenigen erhaltenen mittelalterlichen Bauwerke in der Ortschaft. Die heutigen Turmuhren wurden in den 1890er Jahren aus Spendengeldern bezahlt. 1974 endete die kirchliche Nutzung der St Serf’s Church und sie ging vier Jahre später an den Staat über. Um eine geschützte Umgebung zu bieten, wurde das piktische Dupplin Cross im Jahre 2002 in das Kirchengebäude versetzt. Der Innenraum ist weitgehend im Zustand des 19. Jahrhunderts erhalten.